# Do It Yourself!!
《Do It Yourself!!》是由PINE JAM製作的工藝題材日本電視動畫作品，自2022年10月5日起開始播出，劇情描述六位女高中生們在自己動手做木工時遇到的各種事件。2023年4月11日宣布啟動真人電視劇企劃。

## 製作
官方於2021年3月25日宣布正在著手製作，同時公布了幾位主要角色的配音名單，主角由新人配音員稻垣好擔綱。2022年3月24日時第一支預告以及主要角色的詳細資訊釋出。同年8月18日公開主題曲以及預計於10月5日開播。
故事背景為日本新潟縣三條市。

## 角色
結愛己（聲：稻垣好，演：上村日菜乃（日向坂46））/己
悠闲自在的潟女湯專高中一年级学生。在轻松的家庭中长大。性格迷糊，经常白日梦般的妄想，所以容易因此受伤。即使如此也好像不太介意。由于经常迷糊而受伤，所以母亲让她学习画画，也因此擅长画画。姓名音近似“yourself”。
須理出未來（聲：市之瀨加那，演：野口衣織（=LOVE））/布丁
住在賽兒芙家旁的潟女高中一年级学生。和賽兒芙從小一起長大关系很好。学习成绩优秀，非常努力并希望事情尽善尽美。個性傲娇，对于不能和賽兒芙同校就读、並且對於賽兒芙和其他人良好关系十分介意。昵称源于小时候生气时鼓圆脸的样子。
矢差暮禮（聲：佐倉綾音，演：森山晃帆）/暮禮
賽兒芙学校的高三年级学姐，DIY社的社长。平时话不多，直率，看起来有点吓人，但实际上她在小女生群中有着很多粉丝。家庭是开手工制作店，所以对于DIY手工艺十分熟悉。
日蔭匠（聲：和氣杏未，演：平澤宏宏路）/匠
賽兒芙的同班同学，留麻花辫的眼镜娘。性格内敛。喜欢读书，和賽兒芙关系不错。在賽兒芙引领下加入DIY社，擅长贴瓷砖、打磨等需要精细和耐心的工作，并沉浸其中。
幸希心（聲：高橋花林，演：菊地麻衣）/希
未來的同学。性格活跃，不经思考就行动，运动神经拔群且好奇心旺盛，有口癖。出身于东南亚的贵族家庭，小时候就对循规蹈矩的生活感到不满，由于看到隔壁汤专DIY部的活动感兴趣，于是过来参与，与众人一拍即合，成为校外社员。由于家族的关系，认识治子老师并且关系很好。
茱麗葉·葵恩·伊莉莎白八世（聲：大森日雅，演：太田しずく）/喬布子
外国转学生。十分聪明，12岁就跳级至高中一年级，父亲是一家著名IT公司的总裁，所以对尖端技术的了解程度很高。由于转学来日本，远离母亲而感到孤独，渴望交友但又欲拒还迎，期初对DIY社的手工艺认为落后效率低而讨厌，最终在賽兒芙的引导下加入DIY社。小时候就有做手工艺的工作，所以擅长木工機具。转学来湯專是因为不善写日文而搞错了潟女的名字。
法華津治子（聲：嘉數由美，演：三津谷葉子）
DIY社的指导老师，平时是保健室的校医。

## 電視動畫

### 製作人員
- 原作：IMAGO／avex pictures
- 導演：米田和弘
- 系列構成、劇本：筆安一幸
- 角色設計：松尾祐輔
- 道具設計：米森雄紀、
- DIY設計、監修、指導：
- 美術監督、美術設定：岡本有香
- 色彩設計：坂上康治
- 攝影監督：淺黃康裕
- 剪輯：定松剛
- 音響監督：鄉田穗積
- 音樂：佐高陵平
- 音樂製作：avex pictures、东京电视台音乐
- 音樂製作人：倉島洋一
- 製作人：岩瀨智彥、福田浩平、裴衍杰、吉田健人、平原唯灯、渡瀨昌太、大和田智之、伊比壽志
- 動畫製作人：向峠和喜
- 動畫製作：PINE JAM
- 出品：DIY!!製作委員會
- 官方支持者：三條市[5]

### 主题曲
片頭曲（第1話作為片尾曲）
作曲、作詞：佐高陵平，演唱：（稻垣好、市之瀨加那、佐倉綾音、和氣杏未、高橋花林、大森日雅）
片尾曲（第1話未使用）
演唱：（稻垣好、市之瀨加那），作詞、作曲：佐高陵平

### 劇集列表
| 話數 | 標題                                               | 分鏡               | 演出       | 作畫監督                                                                                      | 首播日期       |
| ---- | -------------------------------------------------- | ------------------ | ---------- | --------------------------------------------------------------------------------------------- | -------------- |
| 1    | DIY是什麼？ （）                                   | 米田和弘           | 米田和弘   | 松尾祐輔                                                                                      | 2022年10月6日  |
| 2    | DIY是和誰一起做呢？ （）                           | 笹木信作           |            | 江畑諒真、茂木海渡、新井博慧                                                                  | 2022年10月13日 |
| 3    | DIY的意思是妳突然出現？ （）                       | 奥田佳子           | 奥田佳子   | 今岡律之                                                                                      | 2022年10月20日 |
| 4    | DIY的意思是四海為家 （）                           | 米森雄紀           | 米森雄紀   | 米森雄紀                                                                                      | 2022年10月27日 |
| 5    | DIY，終於有容身之處 （）                           | 伊禮えり           | 伊禮えり   | 新井博慧                                                                                      | 2022年11月3日  |
| 6    | DIY意味著化腐朽為神奇 （）                         | 安藤尚也           | 安藤尚也   | 松尾祐輔                                                                                      | 2022年11月10日 |
| 7    | DIY，梅雨季就在家動手做 （）                       | 岩瀧智             | 安藤貴史   | Maring Song、片出健太、福永智子                                                               | 2022年11月17日 |
| 8    | DIY，做不到嗎？不！做得到！ （）                   | かたくり、德本善信 | 木村佳嗣   | みやち、上原史之、福永智子、住本悅子、佐佐木貴宏                                              | 2022年11月24日 |
| 9    | DIY意味著驚喜？意外！好意外！ （）                 | ソガメグミ         | ソガメグミ | 上原史之、加藤けえ                                                                            | 2022年12月1日  |
| 10   | DIY，跌落谷底？不可能？有勇氣和幹勁就無所不能 （） | 笹木信作           | 中込健人   | 吉田南、茂木海渡、福永智子、片出健太                                                          | 2022年12月8日  |
| 11   | DIY就是Do It Yourself！ （）                       | 佐竹秀幸           | 佐竹秀幸   | 茂木海渡、保村成、住本悦子、山内遼、今冈律之                                                  | 2022年12月15日 |
| 12   | DIY就是友情天長地久！ （）                         | 米田和弘           | 中込健人   | 上原史之、福永智子、住本悦子、監物ケビン雄太、Maring Song、吉田南、村木智彦、保村成、加藤けえ | 2022年12月22日 |

### 播放电视台
| 播放日期        | 播放时间             | 播放电视台        | 播放地区   | 备注                   |
| --------------- | -------------------- | ----------------- | ---------- | ---------------------- |
| 2022年10月6日－ | 星期四 24:00 - 24:30 | 东京电视台        | 关东广播圈 | 参与制作               |
| 2022年10月6日－ | 星期四 21:30 - 22:00 | AT-X              | 日本全国   | 参与制作、通信卫星播送 |
| 2022年10月6日－ | 星期四 22:30 - 23:00 | BS-11             | 日本全国   | 参与制作、广播卫星播送 |
| 2022年10月9日－ | 星期日 9:30 - 10:00  | NST新潟綜合電視台 | 新潟县     | 参与制作               |

## 電視劇
改編電視劇於2023年7月5日（4日深夜）起在每日放送、TBS播出。主演是上村日菜乃（日向坂46）。

### 製作團隊
- 原作：原創電視動畫「Do It Yourself!! ‐どぅー・いっと・ゆあせるふ‐」 （IMAGO/avex pictures）
- 導演：吉野主
- 劇本：中村允俊
- 片頭主題曲：黑子首（TOY'S FACTORY）[11]
- 片尾主題曲：Kohana Lam「Attitude」（avex trax）
- 製作人：菅原大樹（avex pictures）、越川道夫（murmur）
- 企劃協力：岩瀨智彥 （avex pictures）
- 制作公司：murmur
- 特別協力：高儀
- 協力：三條市、三條商工會議所、CORONA、三條信用金庫
- 製作著作：電視劇「DIY!!-Do It Yourself-」製作委員會

## 脚注
1. ↑  有多个译名，有“自”、“己”、“賽兒芙”，bilibili翻译为“自”

## 外部連結
電視動畫
- 官方网站（日語）
- 電視動畫官方的X（前Twitter）（日語）

電視劇
- 電視劇「DIY!!-Do It Yourself-」官方網站
- 電視劇官方的X（前Twitter）
- 電視劇官方的Instagram帳戶
- 電視劇官方的TikTok